# ウクライナの義勇兵大隊

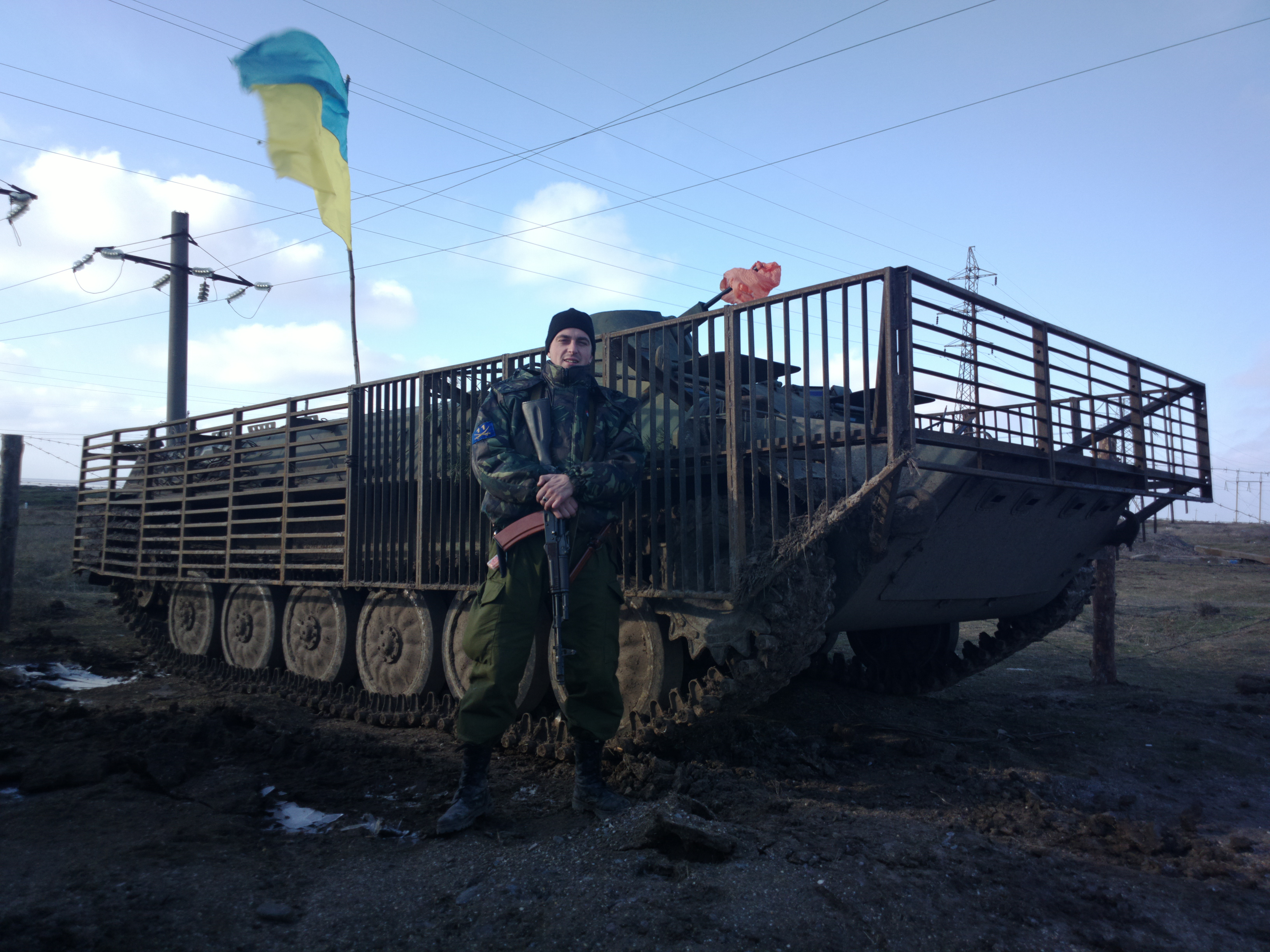
第11領土防衛大隊「キーヴァン・ルース」の戦闘員（2014年）

ウクライナの義勇兵大隊 (うくらいなのぎゆうへいだいたい、ウクライナ語: Добровольчі батальйони、正式名のウクライナ語: Добровольчі військові формування України、その略称のウクライナ語: Добробати) は、2014年春の分離主義の台頭に対抗するためのウクライナの正規軍の脆弱性と消極的な状態への対応として動員された民兵と準軍事組織。その起源は、2013年のユーロマイダン中に形成された「マイダン自衛」民兵にまでさかのぼる。これらの義勇部隊でも初期の部隊は、ウクライナ紛争への対応として、後に軍、特別警察、および準軍事組織へと正式に編成された。ほとんどの部隊は、内務省と国防省の指揮下で、編成または配置されている（内務省の特殊任務巡回警察や国防省の領土防衛大隊など）が、独自に活動する大隊も少数存在する。
大隊の大半は当初、政府から資金を貰っておらず自己資金で活動していた。一部の大隊はウクライナのオリガルヒからの支援を受ける一方で、寄付を受け取ったりインターネットのクラウドファンディングキャンペーンを始めたりする大隊もあった。
2014年9月時点で、37の義勇大隊がドンバス戦争の戦いに参加していた。大隊の戦闘員の中には、元ユーロマイダンの活動家もいるが、社会的背景は非常に多様であり、学生や軍人もいる。彼らは、国内で最も尊敬されている機関の中で2番目に位置付けられ、ウクライナ社会からの高い支持を得ているが、ウクライナのオリガルヒとの緊密な関係は、義勇兵組織が政治化されたり私兵に転じたりする高いリスクをもたらしている。2015年に最前線からの撤退を命じられ、義勇大隊の流れは始まりから1年以内に大部分が終わった。大半の部隊は存続したものの、ウクライナ陸軍または国家親衛隊の部隊として完全に統合された。

## 義勇兵の編成

### 国防省
2014年春以降、ウクライナ国防省は、32の義勇兵大隊を創設しており、その一つが国防省指揮下にある正式名「領土防衛大隊」である。2014年末、領土防衛大隊は自動車化歩兵大隊として再編された。しかし、領土防衛大隊の考えは残っており、2021年に、領土防衛大隊より正式で組織化された「領土防衛隊」が後に結成された。
- 第56独立自動車化歩兵旅団
- 第57独立自動車化歩兵旅団
- 第58独立自動車化歩兵旅団
- 第59独立自動車化歩兵旅団

領土防衛大隊に加えて、第3空中強襲大隊「フェニックス」（第79独立空中強襲旅団隷下）や第131独立偵察大隊（南部作戦管区司令部直属、UNA-UNSO系列の義勇兵で編制）など、ウクライナ軍のいくつかの正規部隊は義勇兵で編成されている。2015年、ウクライナ国家親衛隊からウクライナ陸軍への転属を決めたドンバス大隊の志願兵によって第46独立特務大隊「ドンバス・ウクライナ」が創設された。

### 内務省
内務大臣のアルセン・アヴァコフによると、2016年4月中旬までに、内務省の義勇兵大隊の軍人（国家親衛隊の隊員を含む）205人が戦死したという。

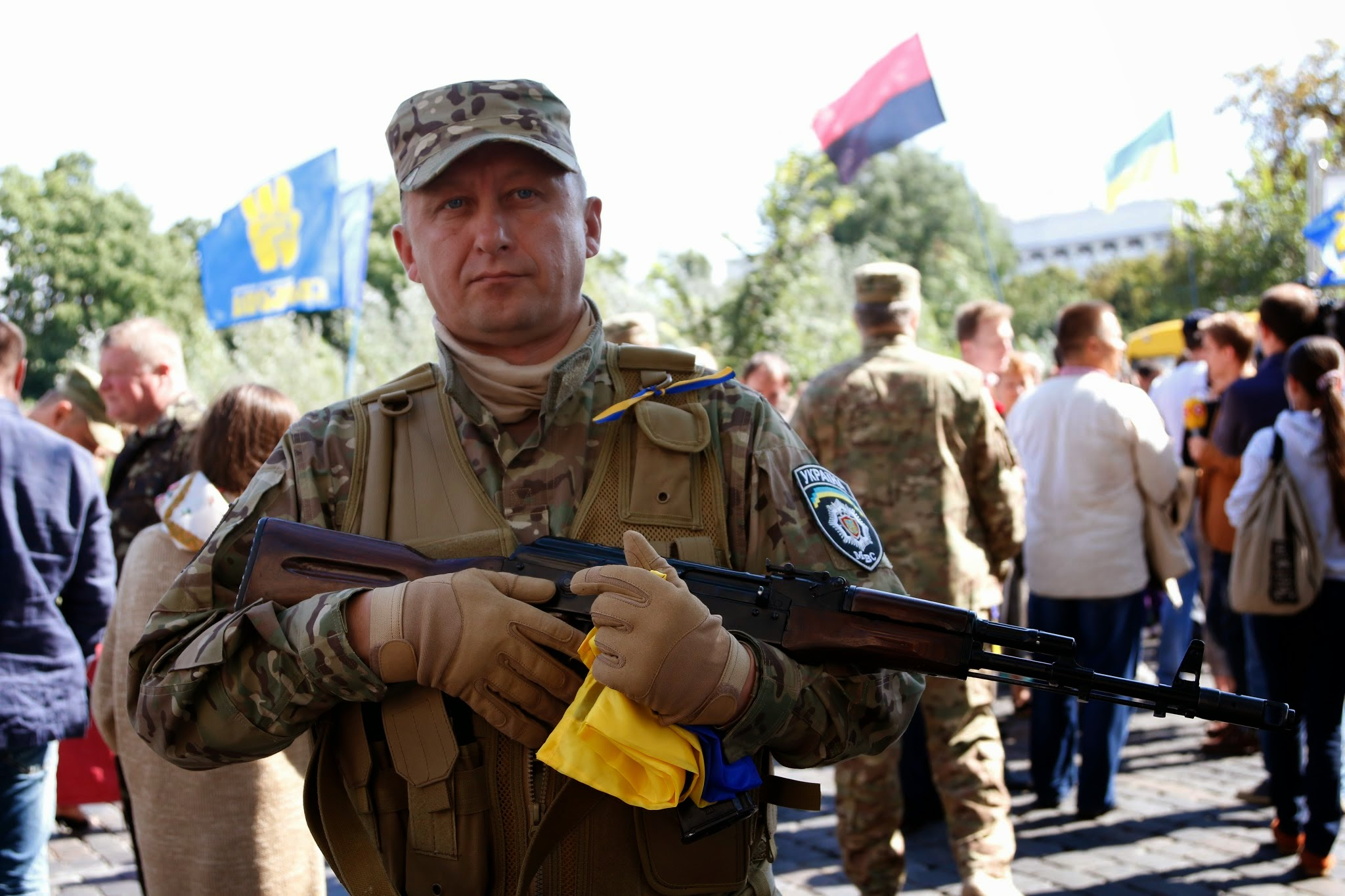
特殊任務巡回警察の「シチ」大隊の義勇兵（2014年）

#### 特殊任務巡回警察
ウクライナ内務省は、中隊～大隊規模の56の特殊任務巡回警察部隊を設立した。数回の再編成の後、部隊数は33に縮小した
2014年から2015年の間に結成された有名な部隊は以下の通り:
- ドニプロ-1連隊
- ハルキウ警察大隊
- ポルタヴァ大隊
- シチ大隊
- Svyatyi Mykolai大隊

#### ウクライナ国家親衛隊
内務省に従属するウクライナ国家親衛隊（ウクライナ国内軍を再編改称）は、いくつかの予備大隊を設立し、その中には、有志とマイダンの活動家から形成されたドンバス大隊とクルチツキー大隊が含まれていた。
2014年から2015年の間に結成された有名な部隊は以下の通り：

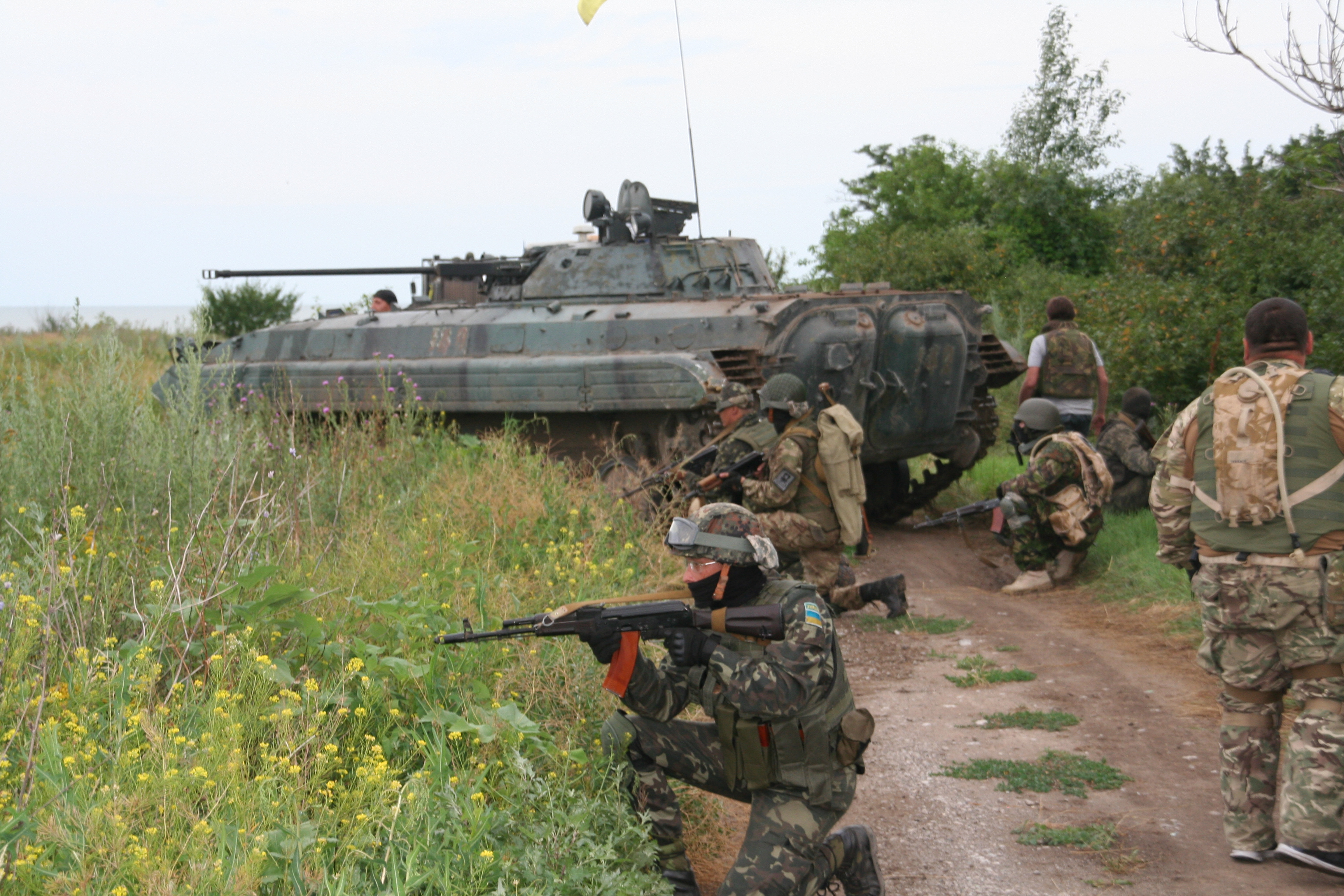
義勇大隊「アゾフ」の兵士（2014年）

- アゾフ大隊
- ドンバス大隊

### 独立大隊
以下の大隊は内務省と国防省のどちらの管理下にもなく、独自に活動している部隊である。

#### ウクライナ義勇軍団

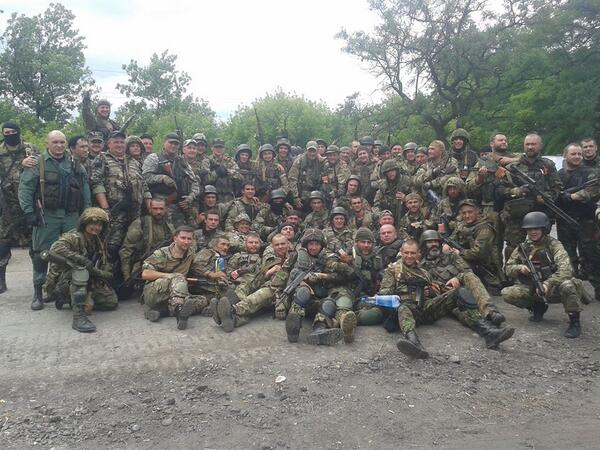
ウクライナ義勇軍団（2014年）

右派セクターは、「ウクライナ義勇軍団」として知られているいくつかの大隊を編成していた。2015年春、ウクライナ義勇軍団のウクライナ陸軍または国家警備隊への統合が試みられた。2022年、ウクライナ特殊作戦軍を経て第67独立機械化旅団としてウクライナ陸軍に編入された。

#### OUN大隊
「ウクライナ民族主義者組織」（OUN）の大隊は、ドネツクのピスキー地域で活動していた。2019年9月、純粋に志願兵だけで構成された最後の部隊のひとつであったOUN大隊は解散した。

#### エアロロズヴィドカ
空中偵察とドローン戦を専門とする部隊。エアロロズヴィドカは、もともとはITエンジニアやアマチュアの有志が結成したグループであり、一部のオブザーバーから「戦争のスタートアップ」と呼ばれていた。同部隊はウクライナ軍を支援するために商用ドローンを使用している。後にウクライナ陸軍に統合された。
ノマン・チェレビジハン大隊
ノマン・チェレビジハン大隊は、メンバーの過半数がイスラム教徒であると報告されている3つの大隊の1つである。同大隊は主にクリミア・タタール人で構成され、クリミアと州境を接するヘルソン地域に拠点を置いていた。2016年に結成されたが、いかなる戦闘作戦にも参加することなく、同年に解散した。大隊のメンバーの多くは後に他の義勇兵大隊に参加したり、ウクライナ陸軍に入隊したりした。この大隊はトルコからの支援を受けたと伝えられている。

### 外国人戦闘員

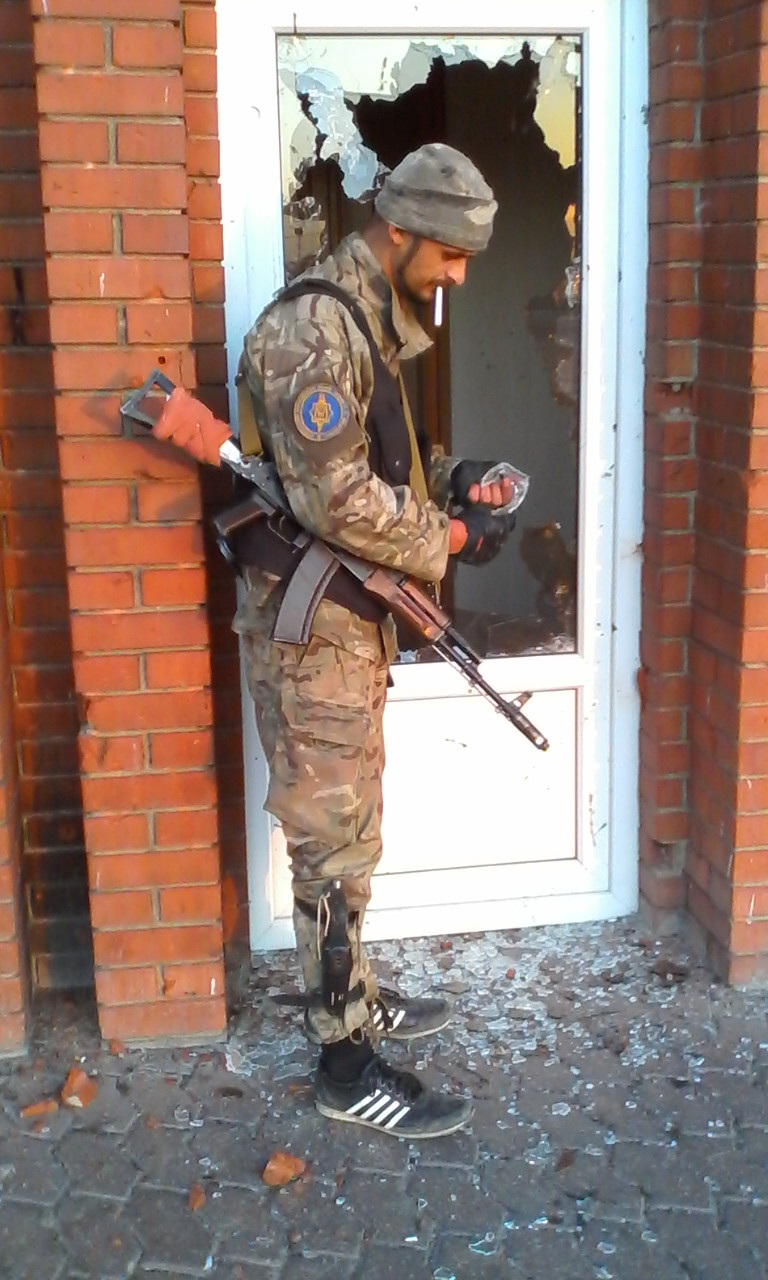
領土防衛大隊のキーウ・コサック連隊「T.シェフチェンコ」のメンバー（2014年）

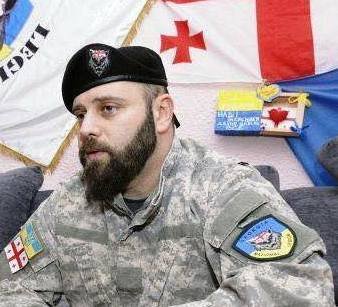
ジョージア民族軍団の司令官マムカ・マムラシビリ。マムラシビリはジョージア人でアブハジア戦争、第一次チェチェン紛争、南オセチア紛争の退役兵であり、ドンバス戦争の勃発時にウクライナに入った

研究者のKacper Rekawekは「戦闘員は2014年の夏を通して到着し、そのほとんどは2015年のある時点でウクライナからいなくなったが、一部は後に戻ってきて、少数のグループがウクライナに恒久的に定住した」と書いている。また、Rekawekは、（2015年末までに）「双方は、彼らの軍隊を専門化し、ボトムアップで組織化された志願兵大隊を、例えばウクライナ国家警備隊に、または「分離主義者」の場合は「軍団」に組み込むための措置を講じた。これは事実上、この紛争のための外国人戦闘員の募集が終了したことを意味し、2015年末以降、どちら側にも (新たな) 外国人はほとんど参加しなかった」と記している。
2014年10月6日、ウクライナ議会は外国人戦闘員のウクライナ軍への参加を許可することを可決した。同年12月、ウクライナのペトロ・ポロシェンコ大統領は、ウクライナ軍に加わる外国人戦闘員は市民権を得ると約束したが、キーウ・ポストは、2015年10月までに市民権を与えられたのは、ロシア出身の外国人戦闘員1人だけだと報じた。同月、30人の外国人戦闘員 (ベラルーシ、ジョージア、ロシア出身) がキーウでウクライナ市民権を求めて結集した。
ポーランド国際問題研究所の上級アナリストのArkadiusz Legiećによる外国人戦闘員の分析では、2014年から2019年までの間に約1万7241人の外国人戦闘員がウクライナで戦ったと推定した。これらの外国人戦闘員の内、3879人がウクライナを支援し、外国人義勇兵大隊に参加した。ウクライナにおける最大の外国人戦闘員グループは、約3000人のロシア市民の義勇兵である。二番目に多いグループは約300人のベラルーシ人で、三番目が約120人のジョージア人である。その他の国で外国人戦闘員が50人を超えているのはクロアチアだけで、同国の戦闘員は約60人である。ウクライナを支援する国民がいるその他の国には、アルバニア (15人)、オーストラリア (5人)、オーストリア (35人)、アゼルバイジャン (20人)、 ベルギー (1人)、ボスニア・ヘルツェゴビナ (5人)、ブルガリア (6人)、カナダ (10人)、チェコ (5)、デンマーク (15)、エストニア (10人)、フィンランド (15人)、フランス (15人)、ドイツ (15人)、ギリシャ (2人)、アイルランド (7人)、イスラエル (15人)、イタリア (35人)、ラトビア (8)、 リトアニア (15)、モルドバ (15人)、コソボ (4人)、オランダ (3人)、北マケドニア (4人)、ノルウェー (10人)、ポーランド (10人)、ポルトガル (1人)、ルーマニア (4人)、セルビア (6人)、スロバキア (8人)、スウェーデン (25人)、トルコ (30人)、イギリス (10人)、アメリカ合衆国 (15人)が含まれる 。

#### ジョージア民族軍団
ジョージア民族軍団は、700人以上の兵士で構成された準軍事組織であり、そのほとんどはドンバス戦争とロシアのウクライナ侵攻でウクライナ側で戦っているジョージア人義勇兵である。2014年に結成されたこの部隊は、その目的を「ロシアの侵略に立ち向かうため」と宣言した。同大隊はジョージアの退役士官のマムカ・マムラシビリが率いており、チェチェン戦争を経験したメンバーも在籍している。ロシアのウクライナ侵攻が始まった後、様々な国籍の人々がジョージア軍団への参加を申請した。同軍団はニュース記事やインタビューに何度も登場する有名な義勇兵大隊の1つである。

#### ジョハル・ドゥダエフ大隊
ジョハル・ドゥダエフ大隊（当初の名称はチェチェン大隊）は、2014年3月に設立されたウクライナ側で戦ういくつかのチェチェン人義勇兵大隊の1つ。大隊の名称はチェチェンの初代大統領で指導者のジョハル・ドゥダエフに因んで名付けられた。この大隊は、デバルツェボの戦いでイサ・ムナエフが戦死した後、アダム・オスマエフの指揮下に置かれた。ドゥダエフ大隊は、主にチェチェン人義勇兵で構成されており、彼らの多くは第一次と第二次チェチェン紛争で戦っていた。大隊のメンバーは、この戦争をロシアの帝国主義とカディロフ体制に対するより広範な闘争の一環と見なしている。2022年ロシアのウクライナ侵攻開始以降、大隊はキーウ防衛に参加し、キーウ州北部からロシアが撤退した後は、ハルキウとイジューム方面に配備された。2022年11月以降、この大隊はバフムートの戦いに関与している。

#### シェイク・マンスール大隊
シェイク・マンスール大隊は、ウクライナ側で戦ういくつかのチェチェン人義勇兵大隊の1つであり、大隊の名前は、ロシアのコーカサス進出に対して戦った18世紀のチェチェン人指導者に因む。2014年の設立以来、大隊はドンバス戦争に関与しており、2015年にマリウポリ付近の前線を防衛していると報じられた。大隊の強固な親ウクライナの立場にもかかわらず、ウクライナ政府からの制裁を受け（一部のメンバーはロシアに引き渡された）、結果として、2019年9月に（純粋に義勇兵だけで構成された最後の大隊の1つである）この大隊は解散した。しかし、2022年ロシアのウクライナ侵攻の際、大隊は再び活動を開始したと報じられた。以降、この大隊はキーウの戦い、マリウポリの戦い、セベロドネツクの戦いなどの多数の主要な戦闘で戦っており、2022年11月以降は、バフムートの戦いとソレダルの戦いの激戦に関与している。

#### 独立特殊任務大隊
チェチェン・イチケリア共和国国防省の独立特殊任務大隊 (OBON)は、ウクライナ軍側で戦ういくつかのチェチェン人義勇兵大隊の1つである。ウクライナ領土防衛部隊外国人軍団の一部として機能するOBONは、2022年7月31日にアフメド・ザカエフによって設立された。

## 後の同様の組織

### 戦術グループ「ベラルーシ」
戦術グループ「ベラルーシ」はウクライナの義勇大隊の一部であったベラルーシ人義勇兵のグループ。

### 領土防衛隊
2022年、かつての領土防衛大隊は、軍隊のより正式で構造化された独立部門「領土防衛隊」に再編成された。領土防衛隊は義勇大隊の精神的な後継部隊として機能し、地元の民間人の志願兵が参加し、侵略に対して地元の領土防衛を行えるようにしている。

### ウクライナ領土防衛部隊外国人軍団
ロシア連邦軍による2022年のウクライナ侵攻を受けて、ウクライナ大統領のウォロディミル・ゼレンスキーは、ロシアの侵略と戦うための支援を世界に呼びかけ、ウクライナ軍の各国のウクライナ大使館へ行き、ロシア軍と戦うための「国際義勇軍」に参加登録してほしいと訴えた。

### 自由ロシア軍団
自由ロシア軍団は2022年の侵攻後に結成された部隊で、ロシア軍の離反者で構成されている。この軍団はロシアの反体制派の義勇兵で構成されているとも伝えられている。

## 情報元
- Rosaria Puglisi, Heroes or Villains? Volunteer Battalions in Post-Maidan Ukraine // Istituto Affari Internazionali, March 2015
- Margaret Klein, Briefing No. 27 .pdf Ukraine’s volunteer battalions – advantages and challenge // Swedish Defence Research Agency, April 2015
- Ilmari Käihkö, A nation-in-the-making, in arms: control of force, strategy and the Ukrainian Volunteer Battalions, Defence Studies, Volume 18 Issue 2, 2018, pp. 147–166.
- Ilmari Käihkö, The War Between People in Ukraine, The War on the Rocks, 21 March 2018